# Borbones de la India
Los Borbones de la India o Casa de Borbón-Bhopal, es una supuesta rama de la Casa de Borbón descendientes de Juan Felipe de Borbón, hijo del condestable Carlos III de Borbón en Francia.

## Historia
Según cuentan algunas crónicas, Carlos III de Borbón tuvo un hijo que jamás reconoció por su prematura muerte, Juan Felipe de Borbón, quien fue criado en Italia. Después de enfrentarse a duelo y matar a un miembro de la aristocracia tuvo que embarcarse rumbo a Sicilia.
Cuando quiso volver a Italia, su embarcación fue secuestrada por un grupo de piratas y Juan Felipe fue llevado a Egipto, donde fue vendido como esclavo en 1541. En Egipto, y en condición de esclavo, sirvió en el Ejército. Con el tiempo consiguió huir y embarcarse hacia la India, acompañado por dos amigos y un sacerdote. Desembarcaron en Madrás, donde se estableció el sacerdote, y él se trasladó en 1560 a Delhi, a la corte del emperador Akbar, con quien solicitó una entrevista. El emperador, al enterarse de que Juan Felipe era hijo del condestable Borbón, lo nombró Primer Maestro de Artillería y le concedió en matrimonio a Juliana, una esclava georgiana hermana de la esposa cristiana del emperador, que era la encargada de cuidar la salud de las mujeres de la corte por sus conocimientos médicos. El emperador lo nombró rajá de Shergar.
El príncipe tuvo dos hijos, y el mayor de ellos, Alejandro, era el favorito del emperador Yajanguir, que le confirió el título de "gobernador hereditario". Desde ese momento la familia de Juan Felipe estuvo en los altos cargos de la administración y fueron los gobernadores del Principado de Shergar, hasta la caída de los mogoles en 1739 con la invasión de Nadir Sha (el llamado «Napoleón persa»). En 1778 el majarash de Narwar atacó Shergar, destruyendo los archivos de los gobernadores y asesinando a la mayoría de la familia. El superviviente fue Salvador II y sus dos hijos, que se trasladaron a Bhopal, lugar donde aún residen sus descendientes. En Bhopal se convirtieron en una de las familias más ricas e influyentes, construyendo en 1857 el Palacio de Shaukat Mahal y la Iglesia Católica de Bhopal, en un terreno que pertenecía a la familia.
Los primeros escritos contemporáneos que hablan sobre esta familia fueron los del escritor Louis Rousselet, que tras seis años en la India se reunió con la princesa Isabel de Borbón y escribió en 1875 su libro India y sus príncipes nativos y unos años más tarde (en 1892) escribió El hijo del condestable de Francia: las aventuras de Juan de Borbón. Rousselet relató así el encuentro con la princesa:

Cuando todos estuvieron sentados, el sacerdote me dijo: al enterarme de tu llegada me debería haber apresurado a venir a verte porque ha pasado mucho desde que tuve el placer de conocer a tu compatriota, pero me vi obligado a retrasar mi visita por una razón que vas entender. Resido aquí en calidad de capellán de la señora Isabel de Borbón, una princesa cristiana, que ocupa el primer lugar del reino después de la Begum. Esta señora esperaba que fueras a verla cuando llegaste y te ha estado esperando con impaciencia. Siendo sólo su siervo, yo mismo estaba obligado hasta que ella misma me autorizara a buscarte. Hoy he sido enviado por ella para decirte que va a esperar hasta mañana en su palacio hasta cualquier hora que puedes ir a visitarla. He escuchado al sacerdote mientras hablaba, pero sin poder creer lo que oía. Mis andanzas han sido fructíferas por muchos eventos inesperados, pero al llegar a Bhopal y encontrar un sacerdote francés, capellán de una princesa cristiana, y escuchar que esta princesa era el personaje más importante en el reino, y llevaba el nombre de Borbón, esto parecía un cuento. Sin embargo, por fin estuve de acuerdo en aceptar la invitación de la misteriosa princesa, y el sacerdote fue a comunicárselo. Cuando se fue le pregunté a varios nobles del Bhopal que estaban allí presentes, y todos confirmaron las palabras del sacerdote diciéndome que la princesa tenía unos sesenta y seis años. Fue llamada Sirdar Bourbon (o la princesa Borbón), también era cierto que era muy rica, poseía feudos importantes, y estaba en alto grado entre los vasallos de la Corona.
Louis Rousselet, El hijo del condestable de Francia: las aventuras de Juan de Borbón (1892)

Otro personaje que relata los hechos fue el coronel William Kincaid (1887):

En la segunda mitad del siglo XVI, alrededor del año 1560, Jean Philippe de Bourbon, que era un miembro de una rama de los Borbones se embarcó para la India, después verse obligado a salir de Francia porque mató a un familiar de alta posición en un duelo. Desembarcó en Madrás junto a un sacerdote y dos amigos que le acompañaban. Los dos últimos murieron en el viaje, y el sacerdote permaneció en Madrás, pero Jean Philippe de Borbón, navegando a Bengala se fue de allí a Delhi y solicitó una entrevista con el emperador Akbar. Al enterarse del alto rango del exiliado, el emperador lo mandó llamar y se interesó por su historia, tratándolo con mucha gracia y distinción y elevándolo con el tiempo a un alto puesto en su Corte. No mucho tiempo después, el emperador estaba muy complacido por su porte cortesano y con el deseo de conservar sus servicios, le ofreció en matrimonio a la señora Juliana, la hermana de la esposa cristiana del emperador, que a causa de su habilidad y su conocimiento de la medicina europea estaba a cargo de la salud de las mujeres imperiales. Este matrimonio fue solemnizado debidamente, con lo cual el emperador confirió a su cuñado el título de majarash de Shergar y colocó el serrallo imperial bajo su cuidado y la señora Juliana se incluyó en el selecto grupo de las hermanas imperiales. La oficina de honor conferido a los Borbones se mantuvo en poder de la familia hasta el saqueo de Delhi por Nadir Shah en el año 1737.
coronel William Kincaid (1887)

### Independencia de la India
Tras la independencia de la India, el Estado abolió en 1948 los derechos a la tierra, y en 1971 Indira Gandhi abolió los títulos nobiliarios. Privados de sus privilegios, la familia Borbón de la India se convirtió en una familia burguesa. Por su parte, el príncipe Miguel de Grecia, tío de la reina Sofía de España, escribió en 2007 su novela El rajá Borbón, donde afirma que es plausible que la dinastía Borbón se estableciese en la India, y que Juan Felipe fuese hijo ilegítimo del condestable de Francia. En la novela presenta  dos posibilidades, una de ellas que el condestable lograse huir del Saqueo de Roma y se casase con una princesa mogola llamada Alïque, y que ésta fuese la madre de Juan Felipe.

## Lista de miembros de la Casa Borbón de la India

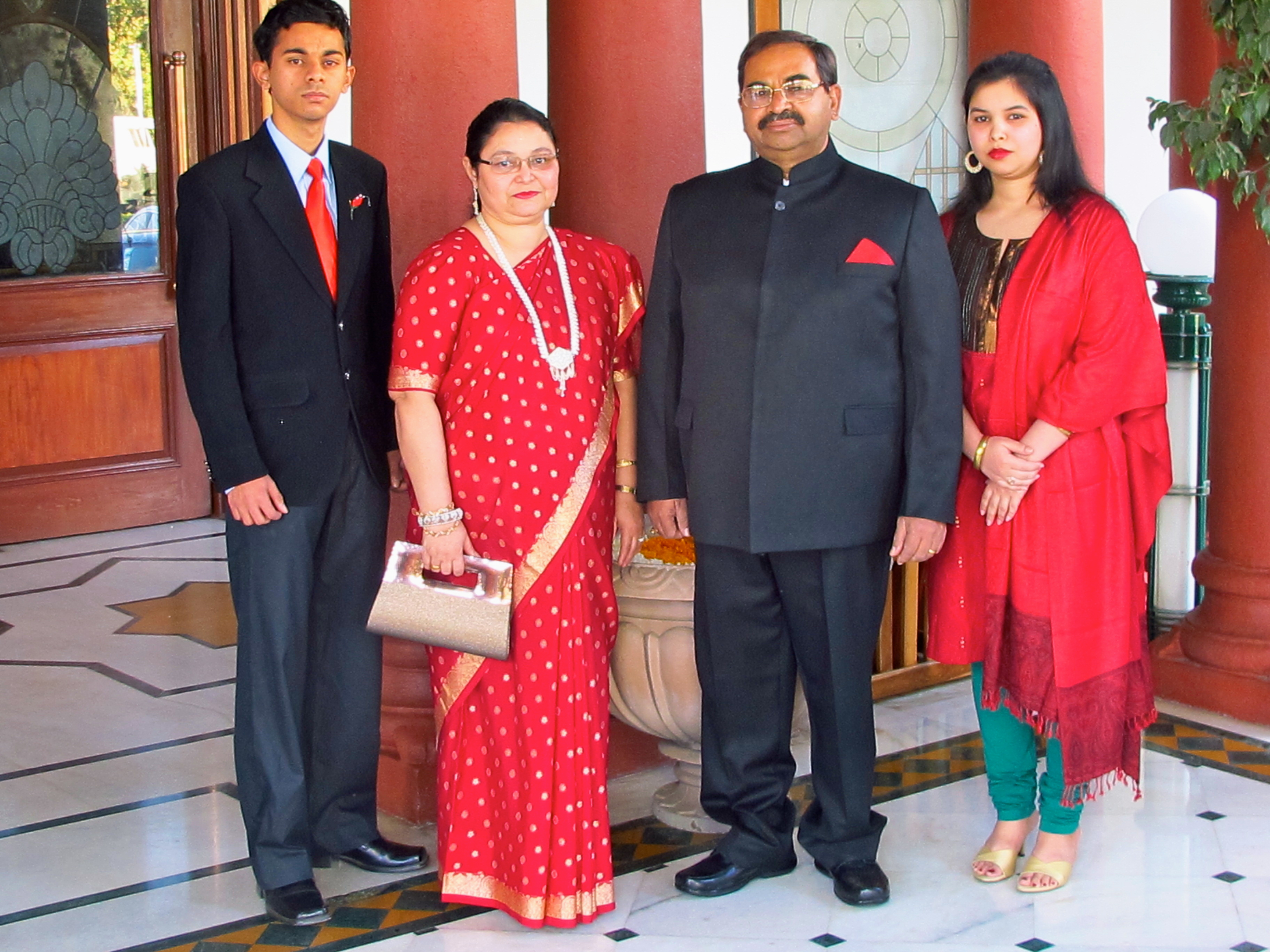
El príncipe Balthazar Napoleón IV de Borbón y familia, actual jefe de la Casa de Borbón-Bhopal.

- 1521-1592: Juan Felipe de Borbón, conde de Clermount y rajá de Shergar.
- 1582-1620: Alejandro de Borbón, rajá de Shergar.
- 1605-1660: Alejandro II de Borbón, rajá de Shergar.
- 1648-1700: Antonio de Borbón, rajá de Shergar.
- 1689-1737: Francisco de Borbón, rajá de Shergar.
- 1718-1778: Francisco II de Borbón, rajá de Shergar.
- 1738-1817: Salvador II de Borbón (Inayat Masih).
- 1772-1829: Baltasar de Borbón (Shazad Masih), primer ministro de Bhopal.
- 1830-1878: Sebastián de Borbón (Mehrban Masih), primer ministro de Bhopal.
- 1884-1894: Buenaventura de Borbón (Inayat Masih).
- 1895-1960: Buenaventura II de Borbón (Ajaz Masih).
- 1917-1978: Salvador III de Borbón-Bhopal (Mumtaz Masih).
- 1958: Balthazar Napoleón IV de Borbón.

## Casa de Borbón-Bhopal
El actual jefe de la familia Borbón en la India es Balthazar Napoleón IV de Borbón (29 de julio de 1958), el cual acuñó el nombre de Casa Borbón-Bhopal, para los borbones de la India. Es abogado de profesión y está casado con Elisha Pacheco, quien se dedica a la docencia en la Escuela Secundaria Borbón (en la ciudad de Bhopal). El matrimonio tiene tres hijos:
- Federico de Borbón-Bhopal, Duque de Shergar. (18 de septiembre de 1985)
- Micaela de Borbón-Bhopal. (1988).
- Adrián de Borbón-Bhopal, Duque de Rehti. (27 de junio de 1992).

Además, la Casa de Borbón-Bhopal ha estado involucrada en labores de caridad en su comunidad. En 2012 crearon la Bourbon-Bhopal Welfare Society, especialmente para proveer servicios en el área de la salud para mujeres y niños.
Por otro lado, desde el 1 de mayo de 2013, Baltasar Napoleón ostenta el Gran Maestrazgo de la Orden de Shergar y de la Orden de la Princesa Isabella, ambas órdenes dinásticas ligadas a la jefatura de la Casa y a la Fundación Bourbon-Bhopal, otorgadas a caballeros y damas, respectivamente, por la prestación de méritos distinguidos en los campos de la beneficencia, artes, ciencias, deportes y negocios. Son miembros distinguidos de dichas órdenes distintas personas, entre las que se encuentran el Dalái lama, Desmond Tutu, Manal al-Sharif o Aung San Suu Kyi.

## Genealogía de los Borbones de la India[4]·[5]

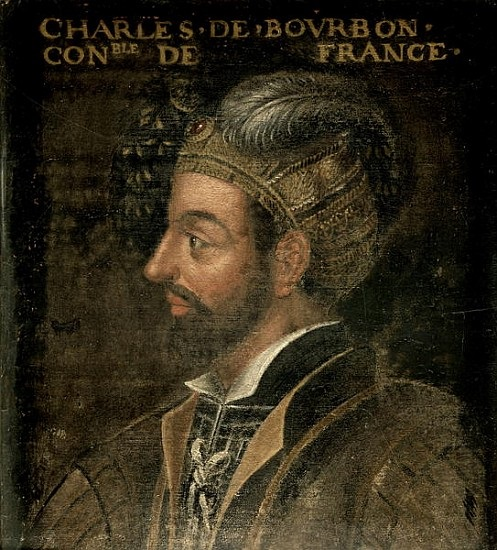
Carlos III de Borbón (1490-1527), alias el "Condestable de Borbón", duque de Borbón

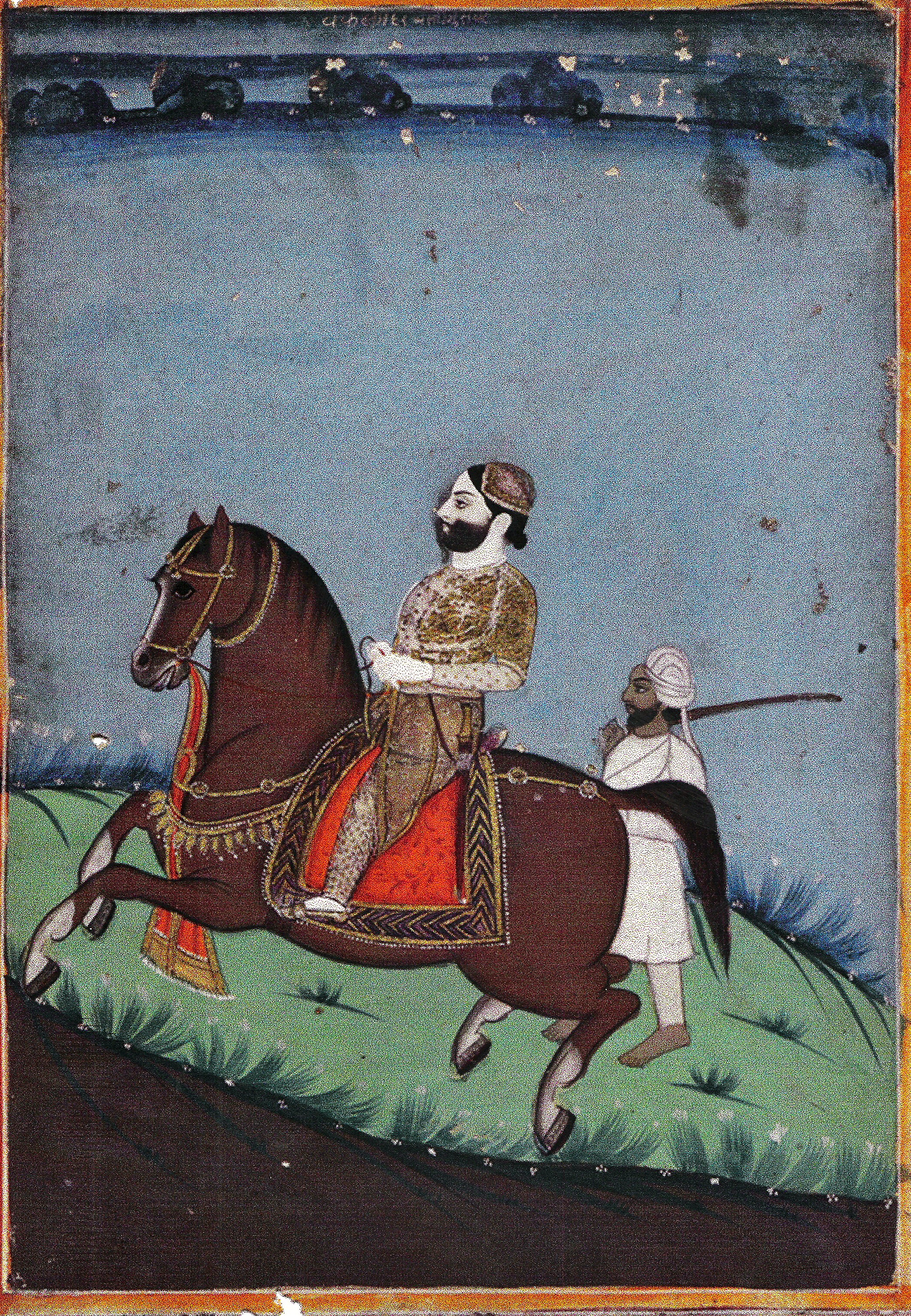
Baltasar I de Borbón-Bhopal (1790-1829), primer ministro de Bhopal

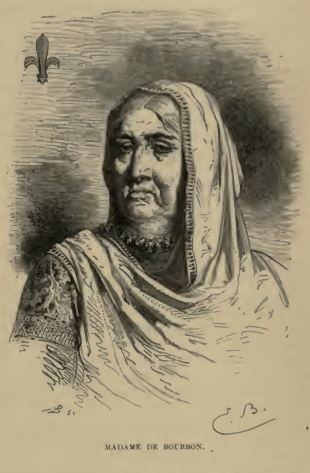
Isabella Johnstone (1802-1882), alias "Isabella de Borbón-Bhopal"

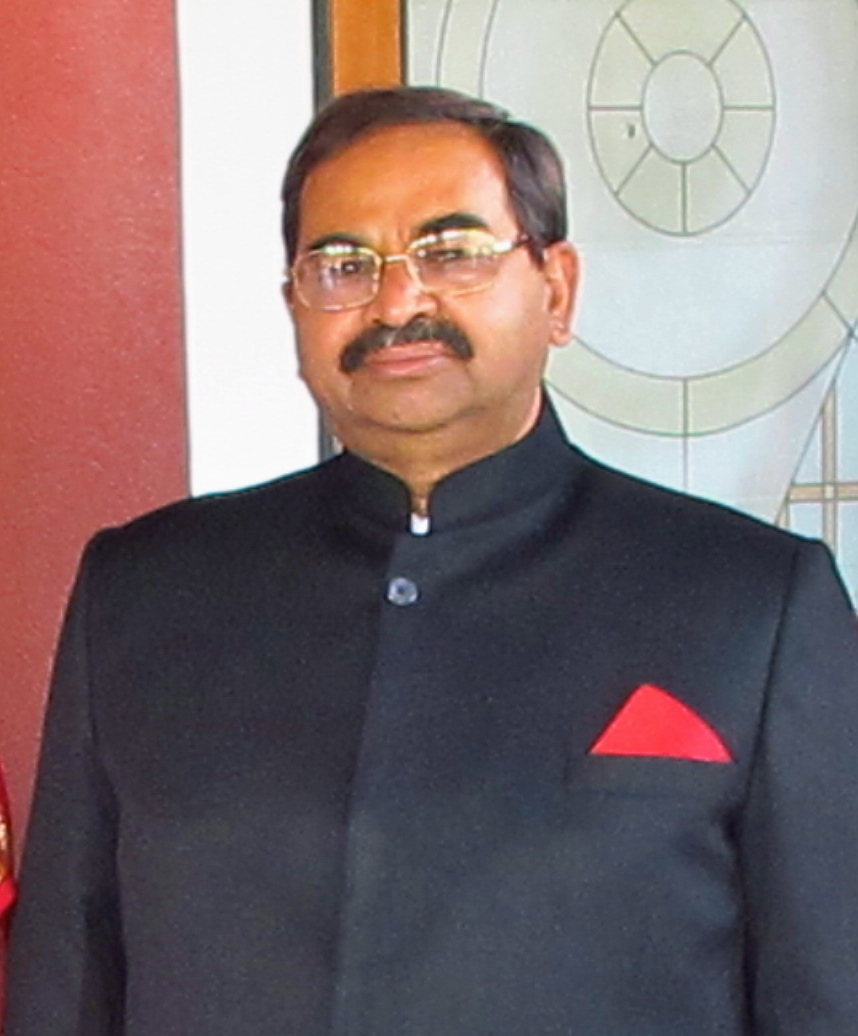
Baltasar IV Napoleón de Borbón-Bhopal (1958), abogado, agricultor

- Carlos III DE BORBÓN-MONTPENSIER [Charles III DE BOURBON] (17/02/1490 en Montpensier – 06/05/1527 en Roma), alias el "Condestable de Borbón", duque de Borbón y de Auvernia, príncipe de Dombes, conde de La Marche y de Montpensier, delfín de Auvernia, vizconde de Carlat, señor de Mercœur, de Beaujeu y de Combraille
+ (1505) Susana DE BORBÓN (10/05/1491-28/04/1521 en Châtellerault), duquesa de Borbón et de Auvernia, condesa de La Marche
+ Alaique AL TIMOUR [Alaigne DE DEHLI] (c.1480-15??), princesa mogol
  - Juan Felipe DE BORBÓN-BHOPAL [Jean Philippe DE BOURBON] (1525-1592), conde de Clermont-en-Beauvaisis, corredor del emperador mogol Akbar, rajá de Shergar
+ (1565) Juliana DE MASCARENHAS (1540-15??), cuñada portuguesa del emperador mogol Akbar
    - Saveille Alejandro I DE BORBÓN-BHOPAL (1582 – c.1638), rajá de Shergar
+ (c.1605) Allemina DE SOUZA [Allemaine DE SOUZA] (1582-1642)
      - Alejandro II DE BORBÓN-BHOPAL (c.1605-1660), rajá de Shergar
+ (c.1640) Francesca ROBERTSON (1620-1661)
        - Antonio I DE BORBÓN-BHOPAL (1648-1700), rajá de Shergar
+ (c.1670) ?????? KHAN, hermana de Jokoab khan de Delhi, princesa de Turkestán
          - Antonio DE BORBÓN-BHOPAL (c.1670-1718)
+ ??????
            - Ignazio DE BORBÓN-BHOPAL (1692-1737)
+ ??????
              - Gaspar DE BORBÓN-BHOPAL (c.1720-1757)
+ ??????
                - Ignazio DE BORBÓN-BHOPAL (c.1745-17??)
+ ??????
                  - hija DE BORBÓN-BHOPAL

          - Francisco I DE BORBÓN-BHOPAL (1689 – c.1737)
+ (1710) Luisa DE ARMENIA, princesa armenia (1690-1722)
            - Farad MASIH alias Francisco II DE BORBÓN-BHOPAL (1718-25/12/1778), rajá de Shergar
+ (1731) Teresa DA SILVA (1715-17??)
              - Pedro DE BORBÓN-BHOPAL (1734-1778)
              - Salvador II DE BORBÓN-BHOPAL (1736-1778)
+ (1765) Isabelle BERVETTE
                - Inayat MASIH alias Salvador III DE BORBÓN-BHOPAL (1760-1818)
+ ?????? THOME
                  - Shahzad MASIH alias Baltasar I DE BORBÓN-BHOPAL (c.1790-01/01/1829), primer ministro de Bhopal
+ (1821 en Delhi) Isabella JOHNSTONE (1802-1882)
+ (relación) ??????, india
                    - Mehrban MASIH alias Sebastián DE BORBÓN-BHOPAL (1829-1878), primer ministro de Bhopal
+ (1849) Joana BERNARD (1830-18??)
                      - Inayat MASIH alias Buenaventura I DE BORBÓN-BHOPAL (14/07/1848-20/07/1894)
+ (07/05/1866) Veronica Mary Rose Louise AVAREY (1845-1???)
                        - Balthazar II Jean-Baptiste DE BORBÓN-BHOPAL (09/09/1867-26/04/1899)
+ (23/01/1899) Blanche Vencesia Joséphine JOHMUES (1870-19??)
                        - Salvador Felipe DE BORBÓN-BHOPAL (16/07/1869-11/07/1912)
+ Agnès Élisabeth WENEFIED (1975-19??)
                        - Gaspar DE BORBÓN-BHOPAL (15/07/1872-19??)
+ (17/07/1899) Blanche Vencesia Joséphine JOHMUES (1870-19??)
 + (27/10/1905) Rosina DA SILVA (1880-19??)
                        - Ajad MASIH alias Buenaventura II DE BORBÓN-BHOPAL (1895-1960)
+ Philomena ALEXANDER
                          - Mumtaz MASIH alias Salvador III DE BORBÓN-BHOPAL (1917-1978)
+ Mary Matilde GREEN
                            - Theresa DE BORBÓN-BHOPAL
+ ?????? SOLOMON
                            - Magdalena DE BORBÓN-BHOPAL
+ ?????? LOBO
                            - Veronica DE BORBÓN-BHOPAL
+ ?????? PETER
                            - Iris DE BORBÓN-BHOPAL
+ ?????? DANIEL
                            - Baltasar IV Napoleón DE BORBÓN-BHOPAL [Balthazar IV Napoléon DE BOURBON-BHOPAL] (29/07/1958 en Bhopal), conde de Clermont-en-Beauvaisis, abogado, agricultor
+ Elisha PACHECO, profesora
                              - Federico DE BORBÓN-BHOPAL (18/09/1985), duque de Shergar
                              - Micaela DE BORBÓN-BHOPAL (1988)
                              - Adrián DE BORBÓN-BHOPAL (27/06/1992), duque de Rehti

                        - Annie DE BORBÓN-BHOPAL

                      - Salvador DE BORBÓN-BHOPAL
+ ??????
                        - Edwin DE BORBÓN-BHOPAL
+ ?????? MAE
                          - Pedro DE BORBÓN-BHOPAL

            - Pedro DE BORBÓN-BHOPAL (17??-1778) 
+ ??????
              - Pedro DE BORBÓN-BHOPAL
+ ??????
                - Pedro DE BORBÓN-BHOPAL
+ ??????
                  - Antonio DE BORBÓN-BHOPAL (1816-18??)
+ ?????? FRANCIS
                    - hija DE BORBÓN-BHOPAL
                    - hija DE BORBÓN-BHOPAL
                    - hija DE BORBÓN-BHOPAL
                    - hija DE BORBÓN-BHOPAL

          - Salvador DE BORBÓN-BHOPAL
          - Saveille DE BORBÓN-BHOPAL